# Ruše
Ruše () so mestno naselje z okoli 4200 prebivalci in središče istoimenske občine v Dravski dolini. 
Mestno naselje se nahaja pod severnimi obronki Pohorja, v zahodnem delu Ruškega polja, približno 15 km zahodno od Maribora. 
Naselje je razpršeno, z več jedri, glavno središče pa je trikotni trg pred župnijsko cerkvijo Marijinega imena.

## Zgodovina
O poselitvi v keltski in ilirski dobi, okoli 400 let p.n.š. pričajo bogate izkopanine na lokaciji pod gasilskim domom v Rušah. Na keltskem grobišču je bilo najdeno kar okoli 600 večjih in manjših glinastih žar s pepelom pokojnikov. Iz rimske dobe so bili v gozdu pred železniško postajo izkopani ostanki stare rimske trdnjave in mitreja. Večina teh najdb je danes v Gradcu, v Joanneumu, le manjši del hrani Pokrajinski muzej v Mariboru.
Okoli l. 905 je bila v središču majhnega naselja pozidana kapela, ki je po mnogih pozidavah postala cerkev. Sedanja gotska župnijska cerkev Imena Marijinega je bila zgrajena v 14. stoletju, koncem 17. in v začetku 18. stoletja pa delno prezidana v baročnem slogu. 
Prvič se Ruše z imenom Rouste omenjajo v darilni listini grofov Spanheimov s katero so le-ti cerkev in velika zemljišča v Rušah in na Smolniku leta 1091 darovali samostanu iz Šentpavla v Labotski dolini. Tamkajšnji menihi so v Rušah imeli tudi sodišče.
Najstarejši del naselja je nastal ob vršaju, kjer Ruški potok s pobočij Pohorja priteče na Ruško polje, ob cesti Maribor-Fala-Lovrenc na Pohorju.
V drugi polovici 14. stol. so Ruše prišle pod oblast Habsburžanov. V župnijski kroniki je zapisano, da je cesar Ferdinand III. obiskal Ruše, kjer so ga Rušani sprejeli s petjem in glasbo v kulturnem domu Odeum (v stavbi nekdanje galerije Rulik). 
Leta 1453 so Ruše dobile letni sejem, na začetku 18. stoletja pa so se zaradi davkov odpovedale trškim pravicam. V velikem požaru 19. decembra 1779 so Ruše skoraj v celoti pogorele. 
Avgusta 1909 sta na travniku pri Rušah z balonom z imenom Salzburg pristala nadvojvodi Jožef Ferdinand in Peter Ferdinand, brat in bratranec cesarja Franca Jožefa, ki sta vzletela v Celovcu. O tem prvem dokumentiranem pristanku balona s posadko na tleh Slovenije je 12. avgusta 1909 poročal mariborski Marburger Zeitung.
Ob atentatu na prestolonaslednika Franca Ferdinanda in začetku prve svetovne vojne je v Rušah ravno potekal veliki zlet sokolskega gibanja in številne narodnoprebudne slovesnosti.
V letih fašistične okupacije med drugo svetovno vojno je bila med prvimi na slovenskem formirana Ruška partizanska četa, ki se pozneje vključila v legendarni Pohorski bataljon. Ta je padel 8. januarja 1943 pri Osankarici na Pohorju. Tudi sicer so Ruše veliko prispevale v narodnoosvobodilnem boju, o čemer priča impozanten spomenik žrtvam druge svetovne vojne v centru naselja, kje so hranjeni posmrtni ostanki 114 borcev za svobodo.

## Šolstvo in kultura
Že leta 1187 so Rušani ob župnijski cerkvi zgradili osnovno šolo, najstarejšo izobraževalno ustanovo na Štajerskem. V njej so učili štirje duhovniki, ki so bili po rodu Slovenci in so poleg v nemškem poučevali tudi v slovenskem jeziku. V Falski kroniki je zapisano, da je med leti 1620 in 1628 na falskem gradu delovala visoka šola za verski, filozofski in ekonomski študij. Dobila je status univerze in je bila tako prva visokošolska ustanova na slovenskih tleh.
Leta 1645 je bila svečana otvoritev ruške šestletne latinske šole (gimnazije), ki je delovala dobrih 100 let, do leta 1763 in je bila takrat edina tovrstna šola na spodnjem Štajerskem. V ruški cerkveni kroniki Notata Rastenzia je kot ustanovitelj in prvi ravnatelj gimnazije zapisan ruški župnik Jurij Kozina. Kronika dalje navaja, da je v času obstoja gimnazijo vodilo enajst ravnateljev, od teh je bilo kar osem ruških rojakov, vsi pa so bili Slovenci. 
Meščanska revolucija v Avstriji je prinesla tudi Rušanom kulturno pomlad. V novih razmerah je v Rušah nastalo bralno društvo. Poleg bralnega društva je treba omeniti tukajšnjo podružnico Družbe Cirila in Metoda, ki jo je ustanovil učitelj Davorin Lesjak.
V Rušah je bilo 1932 na pobudo domačina Vekoslava Janka, prvaka ljubljanske opere, dograjeno Letno gledališče Pod goroj amfiteatralne oblike, ki sprejme 800–1000 gledalcev. Danes je znano pod imenom Letno gledališče, kjer se v drugi polovici avgusta odvija Letni oder Ruše, festival gledaliških iger (komedij), koncertov, otroških, lutkovnih in gledaliških predstav.

## Gospodarstvo
V 20. stoletju je bila gonilo gospodarstva Ruš in širše spodnje dravske doline Tovarna dušika Ruše, ki je bila zgrajena med prvo svetovno vojno za proizvodnjo kalcijevega karbida, takrat strateške surovine. Do slovenske osamosvojitve je tovarna zaposlovala 2200 ljudi, po krizi zaradi izgube jugoslovanskih trgov je bila razdeljena na več enot in delno odprodana, po dokončni privatizaciji leta 2006 pa je podjetje naglo propadlo. Od leta 2008 so tako tovarniška poslopja večidel zapuščena. Status mesta so Ruše dobile leta 2006.